# Edward Shore
Pour les articles homonymes, voir Shore.
Temple de la renommée : 1947
Temple de la renommée LAH : 2006
Edward William Shor, dit Eddie Shore, est un joueur professionnel et entraîneur canadien de hockey sur glace, né le 25 novembre 1902 à Fort Qu'Appelle (Saskatchewan, Canada) et mort le 16 mars 1985 à Springfield (Massachusetts, États-Unis).
Il évolue en tant que défenseur entre 1924 et 1944 jouant entre 1926 et 1940 avec les Bruins de Boston dans la Ligue nationale de hockey. Shore est alors un des meilleurs défenseurs de toute la ligue, sélectionné dans huit des neuf premières équipes d'étoiles de la LNH parce qu'il jouait du hockey « comme dans l'temps ». Il remporte également à quatre reprises le trophée Hart du meilleur joueur de la ligue et remporte deux Coupes Stanley avec les Bruins.

## Biographie

### Son enfance puis ses débuts dans le monde du hockey
Edward William Shore naît le 25 novembre 1902. Il déclare par la suite être né sur un char à bœufs sur la route entre Fort Qu'Appelle et Regina en Saskatchewan au Canada. La famille Shore grandit dans la ville de Cupar au nord-est de Regina. À l'âge de 9 ans, il se casse pour la première fois le nez en tentant d'apprivoiser un poney Shetland pour un de ses amis . Quelques années plus tard, il aide son père dans les travaux du quotidien, entre autres dans le transport du grain. Dans sa jeunesse, il ne joue pas encore au hockey sur glace, préférant le football ou le base-ball et 
son frère Aubrey est le joueur de hockey de la famille Shore .
En 1924, Eddie Shore est âgé de 22 ans et il rejoint les Millionnaires de Melville pour les séries éliminatoires de la ligue de hockey de la Saskatchewan. Il joue alors 11 rencontres pour son équipe et inscrit 18 points dont 10 buts alors que les Millionnaires se qualifient pour la Coupe Allan qui est remportée par la suite par les Greyhounds de Sault-Sainte-Marie. Shore joue alors en tant qu'attaquant et rejoint la saison suivante les Capitals de Regina de la Western Canada Hockey League. La WCHL, sans aucun lien avec la Ligue de hockey de l'Ouest junior, est une des deux ligues principales en Amérique du Nord avec la Ligue nationale de hockey. Sa nouvelle équipe de Regina finit à la dernière place du classement de la saison 1924-1925 . Il joue aux côtés de futurs personnalités du monde du hockey : George Hay, Dick Irvin ou encore Art Gagné.
N'attirant pas beaucoup de public, les Capitals sont déménagés aux États-Unis et la ligue prend donc le nom de Western Hockey League ; Gagné et Shore ne suivent pas l'équipe aux États-Unis mais à la place rejoignent les Eskimos d'Edmonton. La nouvelle formation de Shore se classe première de la saison régulière avec un point d'avance sur les Sheiks de Saskatoon. Les Eskimos atteignent la finale des séries mais sont battus 3-1 puis 2-2 par les Cougars de Victoria. La WCH ne parvient pas à rivaliser avec la LNH et après cette saison 1925-1926, le fondateur de la ligue, Frank Patrick, décide de vendre l'intégralité de la WCH à la LNH. Cette dernière compte en effet procéder à une extension et ainsi deux équipes rejoignent ses rangs alors que les autres joueurs sont dispersés au sein des franchises existantes. Shore rejoignant les Bruins de Boston.

### Les premières années dans la LNH
Lors de son premier camps d'entraînement avec les Bruins, le jeune défenseur est pris comme cible par le vétéran Billy Coutu mais Shore ne se laisse pas faire et assomme Coutu. Dans l'action, une des oreilles de Shore est quasiment ouverte en deux ; alors que plusieurs médecins veulent lui amputer l'oreille, il trouve finalement un docteur qui accepte de lui recoudre. À la fin de cette première année, Shore inscrit 12 buts et 6 aides pour un total de 18 points et totalise également 130 minutes de pénalités, ce qui en fait le deuxième joueur le plus pénalisé de la ligue après Nels Stewart, attaquant des Maroons de Montréal qui compte 133 minutes. Deuxièmes de la saison régulière, les Bruins passent tous les tours des Séries éliminatoires de la Coupe Stanley 1927 avant de perdre en finale contre les Sénateurs d'Ottawa.
Lors de la saison suivante, les Bruins de Boston se classent premiers de la division Américaine mais sont éliminés au deuxième tour des séries par les Rangers de New York, futurs vainqueurs de la finale. Shore récolte un record de 165 minutes de pénalités pour la première place du classement, tout en finissant à la deuxième place du classement de son équipe pour le total de points avec 17 réalisations. L'équipe des Bruins compte dans ses rangs le vétéran Frank Fredrickson qui est un violoniste accompli ; lui et Shore, qui possède un saxophone ténor mais ne sait pas bien en jouer, ont ainsi l'habitude d'agrémenter les voyages de la franchise de morceaux de musiques.

### La première Coupe Stanley
L'équipe 1928-1929 des Bruins est marquée par l'arrivée de Cy Denneny en provenance des Sénateurs d'Ottawa en tant que joueur mais également comme entraîneur. Dans les buts, l'équipe récupère Cecil « Tiny » Thompson acheté aux Millers de Minneapolis de l'Association américaine de hockey (AHA). Le 2 janvier, les Bruins doivent prendre le train pour aller jouer à Montréal mais bloqué par un accident sur la route, Shore ne parvient pas à temps au rendez-vous et manque ainsi le départ du train, le dernier de la soirée. Shore souhaite rejoindre à tout prix son équipe afin de ne pas s'attirer la colère de son président, Art Ross, il décide alors de prendre un taxi entre Boston et Montréal. Au fur et à mesure du trajet, les conditions climatiques deviennent de pire en pire et alors que le chauffeur souhaite s'arrêter ou faire demi-tour, Shore n'accepte pas de reculer et il prend lui-même le volant et arrive finalement dans la ville canadienne près de 24 heures après être parti. À son arrivée, Shore a tout juste le temps de se reposer une heure avant de rejoindre son équipe pour le match. Les Bruins s'imposent finalement 1-0, l'unique but étant inscrit par Shore à qui Ross inflige tout de même une amende de 200 dollars pour avoir manqué le train. À la fin de la saison régulière, les Bruins finissent premiers de leur division et sont ainsi directement qualifiés pour les demi-finales de la Coupe Stanley contre les Canadiens de Montréal, meilleure équipe de la division Canadienne.
Les deux premiers matchs sont joués à Boston, le 19 et le 21 mars, et ils s'achèvent sur le même score de 1-0 en faveur des Bruins grâce à deux blanchissages de Thompson et deux buts inscrits par Cooney Weiland. Le troisième match, joué le 23 mars à Montréal, se conclut lui aussi par une victoire des Bruins, 3-2 cette fois-ci avec le troisième but des Bruins inscrit par Shore à la fin de la deuxième période. En finale, les Bruins retrouvent les Rangers de New York pour une première finale de la Coupe Stanley sans équipe du Canada. Le premier match est joué le 28 mars à Boston ; Dit Clapper et Dutch Gainor marquent chacun un but lors de la deuxième période alors que Tiny Thompson réalise son troisième blanchissage en quatre matchs. Le deuxième match tourne également à l'avantage des Bruins avec une nouvelle victoire, 2-1 ; l'équipe remporte alors sa première coupe Stanley.
Les Bruins continuent sur leur lancée lors de la saison 1929-1930 ; ainsi, au cours de la saison, ils enregistrent une séquence de 20 victoires consécutives à domicile. L'équipe se classe première de la LNH avec une fiche de 38 victoires, 5 défaites et 1 match nul. En séries les Bruins battent en demi-finale les champions de la division Canadienne pendant la saison, les Maroons de Montréal et sont opposés aux Canadiens de Montréal menés par Howie Morenz. Les Bruins perdent cette finale en deux rencontres avec deux défaites 3-0 et 4-3, Shore inscrivant le premier but des siens lors de cette défaite. À la suite de cette défaite surprise de la meilleure équipe de la saison, la LNH décide de changer le format de la finale et d'adopter une série au meilleur des cinq matchs,.
Pour la saison 1930-1931, Art Ross est toujours derrière le banc de l'équipe qui se classe une nouvelle fois à la première place de la division et même de la LNH avec deux points d'avance sur les Canadiens. La première place des Bruins leur permet encore une fois d'accéder à la demi-finale des séries et ils y retrouvent les finalistes et vainqueurs de la saison passée : les Canadiens. Ce sont ces derniers qui s'imposent au terme de la série trois matchs à deux. La série se conclut au bout de dix-neuf minutes de prolongations lors du dernier match. À la fin de cette saison, la LNH désigne pour la première fois les 12 meilleurs joueurs de la ligue au sein des deux équipes d'étoiles ; Shore est sélectionné en tant que défenseur de la première équipe d'étoiles aux côtés de Charlie Gardiner (Canadiens) dans les buts, King Clancy (Maple Leafs) en défense, Aurèle Joliat (Canadiens), Morenz (Canadiens) et enfin Bill Cook (Rangers).

### L'incident avec Ace Bailey

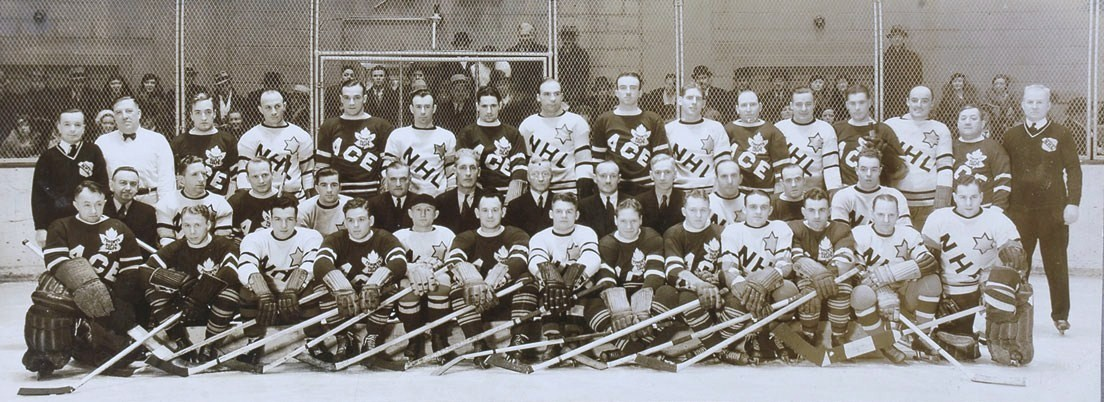
Les joueurs du match pour Ace Bailey.

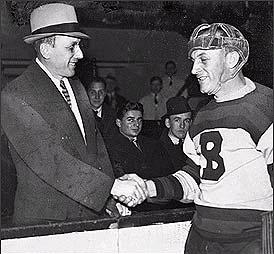
Eddie Shore (à droite) serrant la main d'Ace Bailey en 1933.

Le 12 décembre 1933, les Bruins sont opposés aux Maple Leafs sur la glace de Boston. Au cours de la deuxième période, alors que les Maple Leafs évoluent en double infériorité numérique, leur entraîneur, Dick Irvin, envoie sur la glace Francis « King » Clancy, George « Red » Horner et Irvine « Ace » Bailey. Ce dernier porte le palet pendant près d'une minute avant de l'envoyer dans la zone défensive des Bruins. Shore le récupère et se rend vers le but adverse quand Clancy lui met un coup de crosse sur le devant des patins pour le faire tomber. Shore pense alors que Clancy va recevoir une pénalité mais quand il voit qu'il n'en est rien, il se relève et se précipite vers le joueur de Toronto le plus proche de lui, Bailey qui est en train de reprendre son souffle. Le défenseur des Bruins percute Bailey par derrière et la tête de ce dernier vient frapper brutalement la glace. Alors que Horner réplique en sonnant Shore d'un coup de poing, le sang de Bailey continue à s'écouler sur la glace. Shore reçoit une pénalité majeur. 
À la suite du coup de poing de Horner, Shore doit se faire soigner et reçoit 16 points de sutures mais il se rend tout de même après la rencontre dans le vestiaire des Leafs afin de présenter ses excuses à Bailey. Ce dernier, vaguement conscient, accepte mais subit par la suite deux interventions à haut risque en raison de deux commotions cérébrales. Les opérations se déroulent finalement avec succès et même s'il ne joue plus jamais au hockey, la vie de Bailey est sauvée. Le 14 février 1934, un match de gala en son honneur est organisé avec une cérémonie des Leafs en l'honneur de Bailey. Shore est sélectionné pour faire partie de l'équipe et l'émotion est à son comble quand ce dernier rentre sur la glace pour venir saluer Bailey. L'équipe des Bruins finit une nouvelle fois non qualifiée pour les séries avec la dernière place de la division Américaine. Même si Shore est suspendu pour 16 des 48 rencontres de la saison régulière, il est tout de même désigné comme membre de la seconde équipe d'étoiles de la LNH.

### Carrière de dirigeant
En 1939, alors qu'il joue encore pour les Bruins, Shore achète les Indians de Springfield de la Ligue américaine de hockey. Il joue pendant trois saisons avec les Indians ; en 1942, l'effort de guerre des États-Unis s'intensifie et les Indians voient leur patinoire réquisitionnée. Shore décide de louer le service de son équipe aux Bisons de Buffalo. Lors des saisons 1942-1943 et 1943-1944, son équipe des Bisons remporte à deux reprises la Coupe Calder en tant que champions des séries éliminatoires.
Eddie Shore est élu au Temple de la renommée du hockey en 1947, dans la deuxième promotion de l'institution. Lors de la saison 1948, aux prises avec des problèmes dans le vestiaire, Eddie Shore a envoyé à l'entraîneur de l'équipe d'Omaha, Joe McGrath, un joueur qui était le champion de la masturbation, y était pas capable de se retenir. En 1954, il est entraîneur de l'équipe des Indians de Springfield. En 1959, la LAH décide de mettre en place un trophée pour le meilleur défenseur de la saison et ils nomment ce nouveau trophée le trophée Eddie-Shore. Jusqu'en 1967, Shore reste à la tête des Indians et deux ans après, il reçoit le trophée James-C.-Hendy récompensant ses contributions en tant que dirigeant à la tête de Springfield. En 2006, la Ligue américaine de hockey crée son propre Temple de la renommée de la LAH et Shore en fait partie aux côtés de Johnny Bower, Jack Butterfield, Jody Gage, Fred Glover, Willie Marshall et  Frank Mathers.

## Statistiques
| Saison     | Équipe                   | Ligue       |     | Saison régulière | Saison régulière | Saison régulière | Saison régulière | Saison régulière |    | Séries éliminatoires | Séries éliminatoires | Séries éliminatoires | Séries éliminatoires | Séries éliminatoires |
| Saison     | Équipe                   | Ligue       | PJ  | B                | A                | Pts              | Pun              | PJ               | B  | A                    | Pts                  | Pun                  |                      |                      |
| 1923-1924  | Millionaires de Melville | S-SSHL      |     |                  |                  |                  |                  | 11               | 10 | 8                    | 18                   | 0                    |                      |                      |
| 1923-1924  | Millionaires de Melville | Coupe Allan |     |                  |                  |                  |                  | 9                | 8  | 6                    | 14                   | 0                    |                      |                      |
| 1924-1925  | Capitals de Regina       | WCHL        | 24  | 6                | 0                | 6                | 75               |                  |    |                      |                      |                      |                      |                      |
| 1925-1926  | Eskimos d'Edmonton       | WHL         | 30  | 12               | 2                | 14               | 86               | 2                | 0  | 0                    | 0                    | 8                    |                      |                      |
| 1926-1927  | Bruins de Boston         | LNH         | 40  | 12               | 6                | 18               | 130              | 8                | 1  | 1                    | 2                    | 40                   |                      |                      |
| 1927-1928  | Bruins de Boston         | LNH         | 43  | 11               | 6                | 17               | 165              | 2                | 0  | 0                    | 0                    | 8                    |                      |                      |
| 1928-1929  | Bruins de Boston         | LNH         | 39  | 12               | 7                | 19               | 96               | 5                | 1  | 1                    | 2                    | 28                   |                      |                      |
| 1929-1930  | Bruins de Boston         | LNH         | 42  | 12               | 19               | 31               | 105              | 6                | 1  | 0                    | 1                    | 26                   |                      |                      |
| 1930-1931  | Bruins de Boston         | LNH         | 44  | 15               | 16               | 31               | 105              | 5                | 2  | 1                    | 3                    | 24                   |                      |                      |
| 1931-1932  | Bruins de Boston         | LNH         | 45  | 9                | 13               | 22               | 80               |                  |    |                      |                      |                      |                      |                      |
| 1932-1933  | Bruins de Boston         | LNH         | 48  | 8                | 27               | 35               | 102              | 5                | 1  | 0                    | 1                    | 14                   |                      |                      |
| 1933-1934  | Bruins de Boston         | LNH         | 30  | 2                | 10               | 12               | 57               |                  |    |                      |                      |                      |                      |                      |
| 1934-1935  | Bruins de Boston         | LNH         | 48  | 7                | 26               | 33               | 32               | 4                | 0  | 1                    | 1                    | 2                    |                      |                      |
| 1935-1936  | Bruins de Boston         | LNH         | 45  | 3                | 16               | 19               | 61               | 2                | 1  | 1                    | 2                    | 12                   |                      |                      |
| 1936-1937  | Bruins de Boston         | LNH         | 20  | 3                | 1                | 4                | 12               |                  |    |                      |                      |                      |                      |                      |
| 1937-1938  | Bruins de Boston         | LNH         | 48  | 3                | 14               | 17               | 42               | 3                | 0  | 1                    | 1                    | 6                    |                      |                      |
| 1938-1939  | Bruins de Boston         | LNH         | 44  | 4                | 14               | 18               | 47               | 12               | 0  | 4                    | 4                    | 19                   |                      |                      |
| 1939-1940  | Bruins de Boston         | LNH         | 4   | 2                | 1                | 3                | 4                |                  |    |                      |                      |                      |                      |                      |
| 1939-1940  | Americans de New York    | LNH         | 10  | 2                | 3                | 5                | 9                | 3                | 0  | 2                    | 2                    | 2                    |                      |                      |
| 1939-1940  | Indians de Springfield   | IAHL        | 15  | 1                | 14               | 15               | 18               | 2                | 0  | 1                    | 1                    | 0                    |                      |                      |
| 1940-1941  | Indians de Springfield   | LAH         | 56  | 4                | 13               | 17               | 66               | 3                | 0  | 0                    | 0                    | 2                    |                      |                      |
| 1941-1942  | Indians de Springfield   | LAH         | 35  | 5                | 12               | 17               | 61               | 5                | 0  | 3                    | 3                    | 6                    |                      |                      |
| 1943-1944  | Bisons de Buffalo        | LAH         | 1   | 0                | 0                | 0                | 0                |                  |    |                      |                      |                      |                      |                      |
| Totaux LNH | Totaux LNH               | Totaux LNH  | 550 | 105              | 179              | 284              | 1 047            | 55               | 7  | 12                   | 19                   | 181                  |                      |                      |

## Trophées et honneurs personnels
- Sélectionné dans la première équipe d'étoiles de la WCHL : 1925-1926
- Sélectionné dans la première équipe d'étoiles de la LNH : 1930-1931, 1931-1932, 1932-1933, 1934-1935, 1935-1936, 1937-1938 et 1938-1939
- Sélectionné dans la seconde équipe d'étoiles de la LNH : 1933-1934
- Trophée Hart : 1933, 1935, 1936, 1938
- Trophée Lester-Patrick : 1970
- Joue le match des étoiles de la LNH : 1934, 1937 et 1939
- Nommé parmi les 100 plus grands joueurs de la LNH à l'occasion du centenaire de la ligue[34] : 2017